# میکس ران (پنسیلوانیا)
میکس ران (به انگلیسی: Mix Run) یک منطقهٔ مسکونی در ایالات متحده آمریکا است که در شهرستان کمرون، پنسیلوانیا واقع شده‌است.